# 8154 Stahl
A 8154 Stahl (ideiglenes jelöléssel 1988 CQ7) a Naprendszer kisbolygóövében található aszteroida. Eric Walter Elst fedezte fel 1988. február 15-én.